# Lynmouth

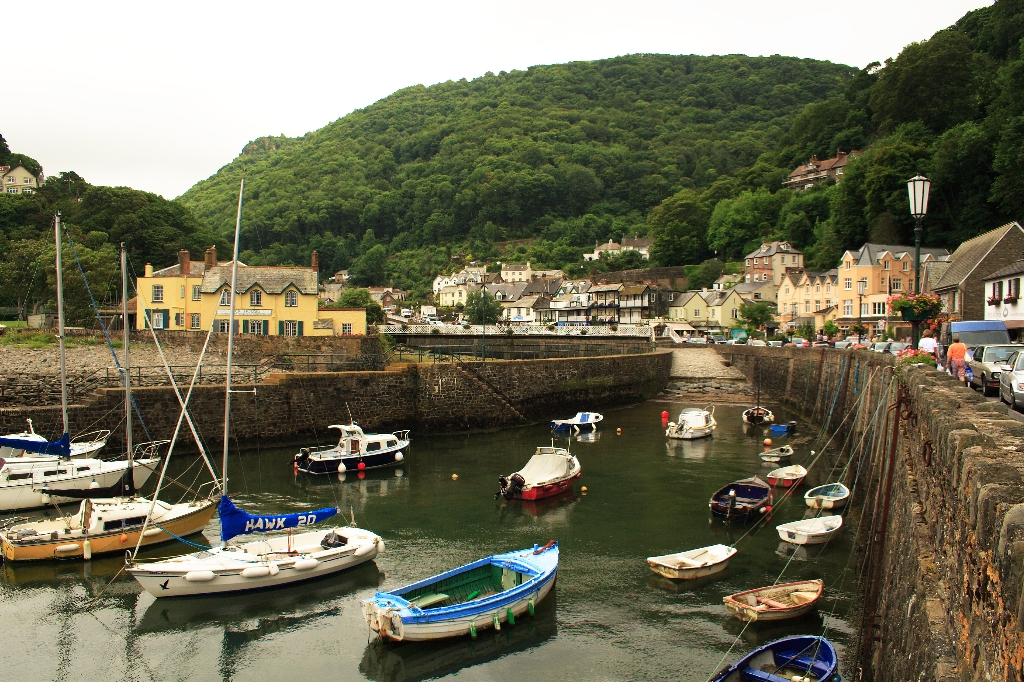
A enseada de Lynmouth.

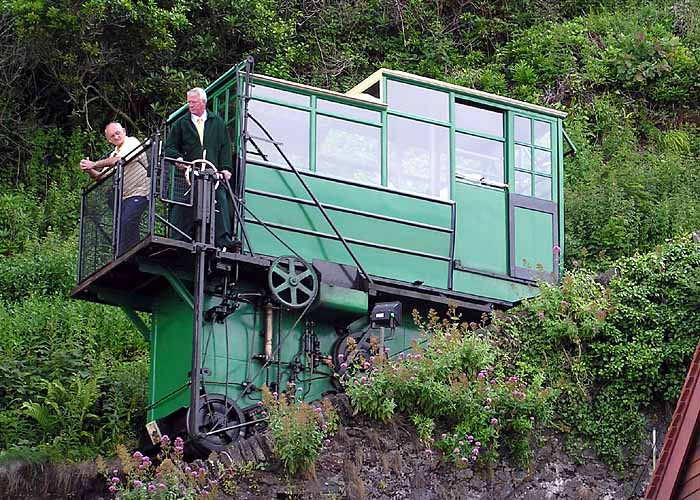
Um dos carros da Lynton and Lynmouth Cliff Railway, em Lynmouth.

Lynmouth é um pequeno vilarejo situado em Devon, Inglaterra. Ele está localizado na extremidade norte de Exmoor.
O vilarejo fica na confluência dos rios West Lyn e East Lyn, ao pé de um desfiladeiro, 210 metros abaixo de Lynton, cuja ligação é feita pela Lynton and Lynmouth Cliff Railway.
As duas cidades são governadas em nível local pelo Conselho de Lynton e Lynmouth (em inglês:  Lynton and Lynmouth Town Council).

## Cidade-irmã
Lynmouth, juntamente com a localidade vizinha Lynton, é geminada com:
- Bénouville, França